# Ismaël Gharbi
Ismaël Gharbi (Parijs, 10 april 2004) is een Frans voetballer die bij voorkeur als offensieve middenvelder speelt. Hij speelt bij PSG.

## Clubcarrière
Gharbi werd geboren in Parijs en speelde zes jaar in de jeugd bij Paris FC. In 2016 trok hij naar het grote PSG. Op 1 augustus 2021 debuteerde hij in de Trophée des Champions tegen Lille OSC. Gharbi viel na 81 minuten in voor Arnaud Kalimuendo.

## Clubstatistieken
| Seizoen     | Club             | Competitie    | Competitie | Competitie | Competitie | Beker | Beker | Beker | Internationaal | Internationaal | Internationaal | Totaal | Totaal | Totaal |
| Seizoen     | Club             | Competitie    | Wed.       | Dlp.       | Ass.       | Wed.  | Dlp.  | Ass.  | Wed.           | Dlp.           | Ass.           | Wed.   | Dlp.   | Ass.   |
| ----------- | ---------------- | ------------- | ---------- | ---------- | ---------- | ----- | ----- | ----- | -------------- | -------------- | -------------- | ------ | ------ | ------ |
| 2021/22     | Paris SG         | Ligue 1       | 1          | 0          | 0          | 3     | 0     | 0     | —              | —              | —              | 4      | 0      | 0      |
| 2022/23     | Paris SG         | Ligue 1       | 6          | 0          | 0          | 2     | 0     | 1     | 0              | 0              | 0              | 8      | 0      | 1      |
| Club Totaal | Club Totaal      | Club Totaal   | 7          | 0          | 0          | 5     | 0     | 1     | 0              | 0              | 0              | 12     | 0      | 1      |
| 2023/24     | → Stade-Lausanne | Super League  | 29         | 6          | 6          | 2     | 1     | 0     | —              | —              | —              | 31     | 7      | 6      |
| Club Totaal | Club Totaal      | Club Totaal   | 29         | 6          | 2          | 2     | 1     | 0     | 0              | 0              | 0              | 31     | 7      | 6      |
| 2024/25     | SC Braga         | Liga Portugal | 11         | 2          | 0          | 4     | 0     | 1     | 6              | 0              | 0              | 21     | 2      | 1      |
| Club Totaal | Club Totaal      | Club Totaal   | 11         | 2          | 0          | 4     | 0     | 1     | 6              | 0              | 0              | 21     | 2      | 1      |
| TOTAAL      | TOTAAL           | TOTAAL        | 47         | 8          | 2          | 11    | 1     | 2     | 6              | 0              | 0              | 64     | 9      | 4      |